# Lucrecia
Lucrecia ist ein italienischer weiblicher Vorname. Er stammt von dem römischen Namen Lucretius. Der etymologische Ursprung des Namens ist umstritten; es wird angenommen, dass er vom lateinischen lucrum stammt, was „Gewinn, Reichtum“ bedeutet. Er könnte jedoch auch etruskischen Ursprungs sein, obwohl die ursprüngliche Bedeutung verloren gegangen ist.

## Namensträgerinnen
- Lucrecia (Sängerin), kubanische Schauspielerin und Sängerin
- Lucrecia Kasilag (1917–2008), philippinische Komponistin
- Lucrecia Martel (* 1966), argentinische Filmregisseurin und Drehbuchautorin
- Lucrecia Toriz (1867–1962), mexikanische Textilarbeiterin